# Romney Marsh

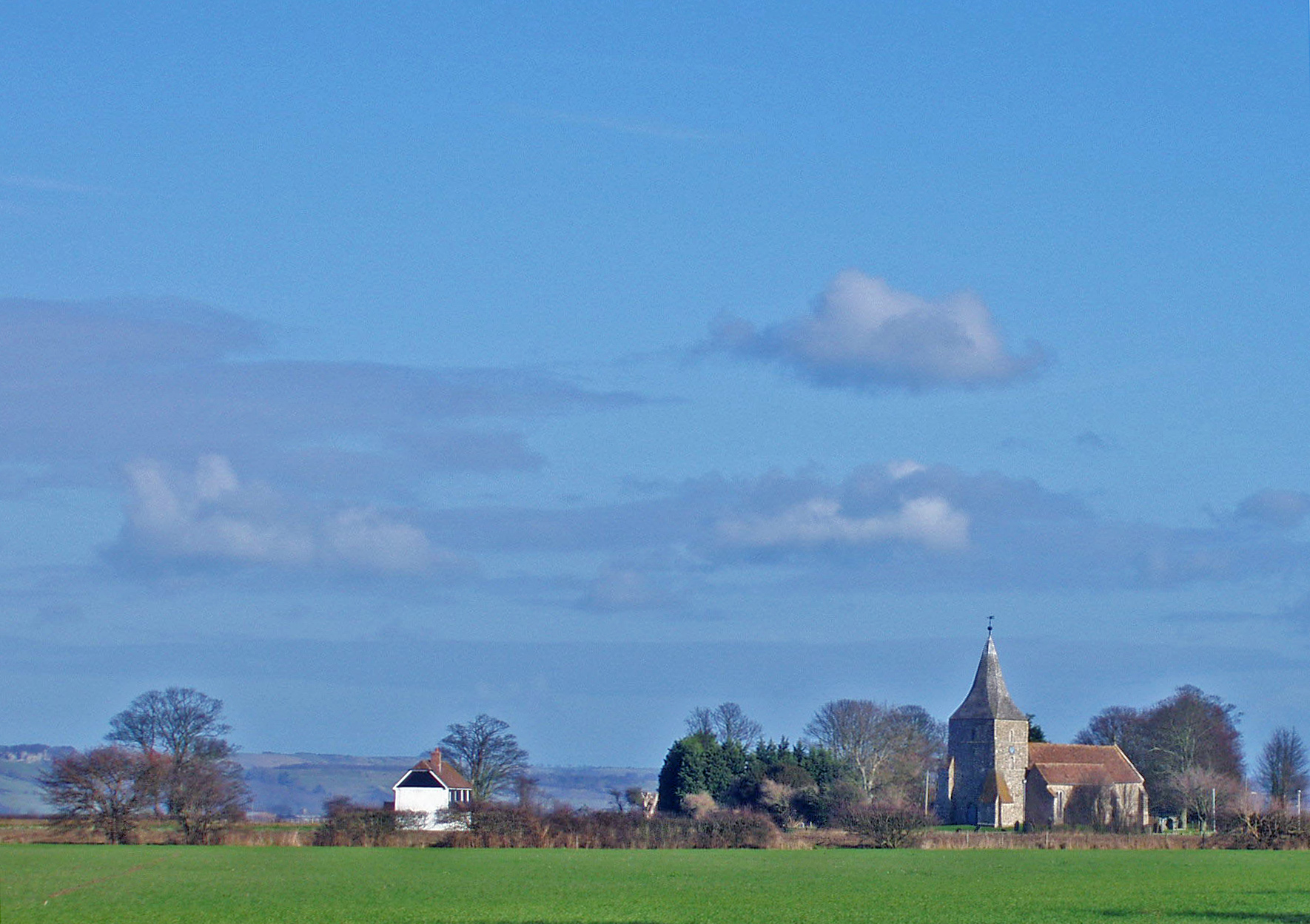
St Mary in the Marsh in Romney Marsh

Romney Marsh is een dunbevolkt draslandgebied in de Engelse graafschappen Kent en East Sussex in het zuidoosten van Engeland. Het gebied beslaat een oppervlakte van ongeveer 260 km².
Romney Marsh is vlak en laag gelegen, met delen onder de zeespiegel. De volgende streken worden onderscheiden:
- Romney Marsh proper,
- Walland Marsh,
- East Guldeford Level,
- Denge Marsh,
- Rother Levels,
- Rye, Winchelsea en Pett Levels.
- Dungeness